# Астральне тіло
Астральне тіло — поняття в окультизмі, езотериці та практиці усвідомлених сновидінь, що позначає тонке тіло, яке іноді визначається як проміжне між розумною душею і фізичним тілом. Поняття виникає з філософії Платона і пов'язане з астральним планом, світом планетарних сфер. У дев'ятнадцятому столітті термін став використовуватися теософами і нео-розенкрейцерами.
Згідно Максу Генделю і вченню розенкрейцерів, астральне тіло складається з речовини бажань, з яких люди формують почуття та емоції. Воно бачиться духовним зором як яйцеподібна хмара, що тягнеться від шістнадцяти до двадцяти дюймів за межі фізичного тіла. Воно має ряд вихорів (чакр). Тіло бажань проявляє кольори, які варіюються в кожній людині в залежності від його темпераменту і настрою.
Іноді кажуть, що астральне тіло візуально сприймається як різнобарвна аура. Цей термін широко використовують при описі дослідів поза тілом або астральної проєкції, наприклад, в книзі Хереварда Каррінгтона і Сільвана Малдуна «Проєкція астрального тіла». Також термін в цьому значенні використовувався Оленою Блаватською. Інші автори називають такі досліди «ефірними», а до «астральних» переживань відносять символічні сни, архетипи, спогади, духовні сутності і бачення.